# Cordova (Nebraska)
Cordova – wieś w Stanach Zjednoczonych, w stanie Nebraska, w hrabstwie Seward.